# Matteo Darmian
Matteo Darmian (Legnano, provincia de Milán, Italia, 2 de diciembre de 1989) es un futbolista italiano que juega de defensa en el Inter de Milán de la Serie A de Italia.

## Trayectoria
Matteo Darmian empezó su carrera de futbolista cuando era un niño, jugando en el C.A.R.C.O.R, equipo de la localidad de Rescaldina, cercana a su lugar de nacimiento, Legnano. Empezó a destacar desde pequeño y por ese motivo, en el año 2000, con 11 años de edad, se incorporó a las categorías inferiores del A. C. Milan. El jugador empezó a jugar con el Milan desde muy joven, hasta finalmente convertirse en el capitán del equipo juvenil. Tras una destacada campaña en el equipo primavera, anotando 1 gol, llegó su gran momento.
Darmian debutó con el Milan el 28 de noviembre de 2006, con solo 16 años, en la Copa Italia en un partido contra el Brescia Calcio, reemplazando a Kakha Kaladze en el primer tiempo y convirtiéndose así en el segundo jugador más joven de la historia del Milan en debutar, después de Paolo Maldini. Seis meses después, el 19 de mayo, realizó su debut en Serie A en un partido contra el Udinese Calcio, entrando mediada la segunda parte. Durante la temporada 2007-08 solo hizo otra aparición en la Copa Italia y ninguna en liga, no obstante se convirtió en capitán del segundo equipo del A. C. Milan.
La siguiente temporada, el defensor de 19 años realizó otras tres apariciones en liga. El 17 de julio de 2009, Darmian fue cedido al club de la Serie B Calcio Padova hasta final de temporada. Hizo su debut oficial con el club el 28 de noviembre, en una derrota en casa contra el Vicenza. Una lesión le tuvo apartado de los terrenos de juego algunos meses hasta que fue operado y los médicos dieron el visto bueno. El 20 de febrero de 2010, Darmian anotó su primer gol con el club, dándole la ventaja en el partido sobre el Ancona.
Durante esta temporada, el defensor italiano jugó veinte partidos de liga regular, además de dos encuentros de play-out frente a la Triestina que se resolvió con un 0-3 en la vuelta, a favor del Calcio Padova, después de un empate sin goles en la ida. Así, después de concluir esta temporada y con el equipo salvado, se habló de una posible marcha de Darmian a la Serie A, concretamente al Bari. Finalmente acabó fichando por el U. S. Palermo. Tras varios días de rumores, el jugador reconoció públicamente su intención de jugar en el Palermo, y finalmente, directores del Milan y el club siciliano llegaron a un acuerdo que dejó al futbolista a disposición del Palermo, pero con un 50% de los derechos para el equipo rossonero.
El traspaso se hizo oficial el 12 de julio de 2010 a través de la página web del Palermo. Ese mismo día Darmian realizó su primer entrenamiento con su nuevo equipo. Fue presentado en una rueda de prensa el 13 de julio, donde dijo que llegaba al club con ganas de demostrar su valor. Jugó su primer partido con los rosaneri en el amistoso frente al equipo austriaco de Bad Kleinkirchheim, el 15 de julio de 2010. El 12 de agosto de ese mismo año ganó el triangular del Renzo Barbera, enfrentándose al Napoli y al Valencia, equipo contra el que realizó un gran encuentro.
Debutó oficialmente en la Liga Europa de la UEFA el 16 de septiembre de 2010, en la derrota 3-2 frente al Sparta Praga. Su debut en Serie A con el Palermo tuvo que esperar hasta el 23 del mismo mes, entrando en el minuto 92' en sustitución de Javier Pastore, en el encuentro frente a la Juventus de Turín. A finales de noviembre, el jugador legnanese sufrió una lesión en el muslo derecho que le tuvo apartado de los terrenos de juego hasta principios de 2011. Debido a la lesión y a otros factores, el defensor italiano no pudo demostrar su valor en el equipo siciliano; por lo que se marchó a la Serie B en forma de cesión, más precisamente al Torino.

## Selección nacional
Ha sido internacional con la selección de Italia en 46 ocasiones y ha marcado dos goles. Debutó el 31 de mayo de 2014, en un encuentro amistoso ante la selección de Irlanda que finalizó con marcador de 0-0. El 13 de mayo de 2014 el entrenador de la selección italiana, Cesare Prandelli, lo incluyó en la nómina preliminar de 30 jugadores convocados para la Copa Mundial de 2014. Fue confirmado en la lista definitiva de 23 jugadores el 1 de junio.

### Participaciones en Copas del Mundo
| Mundial                        | Sede   | Resultado    | Partidos | Goles |
| ------------------------------ | ------ | ------------ | -------- | ----- |
| Copa Mundial de Fútbol de 2014 | Brasil | Primera fase | 3        | 0     |

### Participaciones en Eurocopas
| Copa          | Sede     | Resultado        | Partidos | Goles |
| ------------- | -------- | ---------------- | -------- | ----- |
| Eurocopa 2016 | Francia  | Cuartos de final | 4        | 0     |
| Eurocopa 2024 | Alemania | Octavos de final | 3        | 0     |

## Estadísticas

### Clubes
Actualizado al último partido disputado el 30 de junio de 2025.
| A. C. Milan · Italia | 1.ª           | 2006-07       | 1   | 0  | 1  | 0 | 0  | 0 | 2   | 0  |
| A. C. Milan · Italia | 1.ª           | 2007-08       | 0   | 0  | 1  | 0 | 0  | 0 | 1   | 0  |
| A. C. Milan · Italia | 1.ª           | 2008-09       | 3   | 0  | 0  | 0 | 0  | 0 | 3   | 0  |
| A. C. Milan · Italia | Total club    | Total club    | 4   | 0  | 2  | 0 | 0  | 0 | 6   | 0  |
| Calcio Padova · Italia | 2.ª           | 2009-10       | 22  | 1  | 0  | 0 | 0  | 0 | 22  | 1  |
| Calcio Padova · Italia | Total club    | Total club    | 22  | 1  | 0  | 0 | 0  | 0 | 22  | 1  |
| U. S. Palermo · Italia | 1.ª           | 2010-11       | 11  | 0  | 1  | 0 | 4  | 0 | 16  | 0  |
| U. S. Palermo · Italia | Total club    | Total club    | 11  | 0  | 1  | 0 | 4  | 0 | 16  | 0  |
| Torino F. C. · Italia | 2.ª           | 2011-12       | 33  | 1  | 1  | 0 | 0  | 0 | 34  | 1  |
| Torino F. C. · Italia | 1.ª           | 2012-13       | 30  | 0  | 2  | 0 | 0  | 0 | 32  | 0  |
| Torino F. C. · Italia | 1.ª           | 2013-14       | 37  | 0  | 1  | 0 | 0  | 0 | 38  | 0  |
| Torino F. C. · Italia | 1.ª           | 2014-15       | 33  | 2  | 1  | 0 | 13 | 3 | 47  | 5  |
| Torino F. C. · Italia | Total club    | Total club    | 133 | 3  | 5  | 0 | 13 | 3 | 151 | 6  |
| Manchester United Inglaterra | 1.ª           | 2015-16       | 28  | 1  | 4  | 0 | 7  | 0 | 39  | 1  |
| Manchester United Inglaterra | 1.ª           | 2016-17       | 18  | 0  | 4  | 0 | 7  | 0 | 29  | 0  |
| Manchester United Inglaterra | 1.ª           | 2017-18       | 8   | 0  | 5  | 0 | 4  | 0 | 17  | 0  |
| Manchester United Inglaterra | 1.ª           | 2018-19       | 6   | 0  | 1  | 0 | 0  | 0 | 7   | 0  |
| Manchester United Inglaterra | Total club    | Total club    | 60  | 1  | 14 | 0 | 18 | 0 | 92  | 1  |
| Parma Calcio · Italia | 1.ª           | 2019-20       | 33  | 1  | 1  | 0 | -  | - | 34  | 1  |
| Parma Calcio · Italia | 1.ª           | 2020-21       | 3   | 0  | 0  | 0 | -  | - | 3   | 0  |
| Parma Calcio · Italia | Total club    | Total club    | 36  | 1  | 1  | 0 | -  | - | 37  | 1  |
| Inter de Milán · Italia | 1.ª           | 2020-21       | 26  | 3  | 3  | 0 | 4  | 1 | 33  | 4  |
| Inter de Milán · Italia | 1.ª           | 2021-22       | 25  | 2  | 6  | 0 | 5  | 0 | 36  | 2  |
| Inter de Milán · Italia | 1.ª           | 2022-23       | 31  | 1  | 6  | 1 | 11 | 0 | 48  | 2  |
| Inter de Milán · Italia | 1.ª           | 2023-24       | 33  | 2  | 3  | 0 | 7  | 0 | 43  | 2  |
| Inter de Milán · Italia | 1.ª           | 2024-25       | 29  | 3  | 6  | 0 | 14 | 0 | 49  | 3  |
| Inter de Milán · Italia | Total club    | Total club    | 144 | 11 | 25 | 1 | 40 | 1 | 209 | 13 |
| Total carrera | Total carrera | Total carrera | 410 | 17 | 47 | 1 | 76 | 4 | 533 | 22 |
| (1) Incluye Copa Italia, FA Cup, Copa de la Liga de Inglaterra y Community Shield. (2) Incluye Liga de Campeones de la UEFA, Liga Europa de la UEFA, Supercopa de Europa y Copa Mundial de Clubes de la FIFA.. |               |               |     |    |    |   |    |   |     |    |

## Palmarés

### Títulos nacionales
| Título                        | Club                    | País       | Año     |
| ----------------------------- | ----------------------- | ---------- | ------- |
| FA Cup                        | Manchester United F. C. | Inglaterra | 2015-16 |
| Community Shield              | Manchester United F. C. | Inglaterra | 2016    |
| Copa de la Liga de Inglaterra | Manchester United F. C. | Inglaterra | 2016-17 |
| Serie A                       | Inter de Milán          | Italia     | 2020-21 |
| Supercopa de Italia           | Inter de Milán          | Italia     | 2021    |
| Copa Italia                   | Inter de Milán          | Italia     | 2021-22 |
| Supercopa de Italia           | Inter de Milán          | Italia     | 2022    |
| Copa Italia                   | Inter de Milán          | Italia     | 2022-23 |
| Supercopa de Italia           | Inter de Milán          | Italia     | 2023    |
| Serie A                       | Inter de Milán          | Italia     | 2023-24 |

### Títulos internacionales
| Título                       | Club                    | País   | Año     |
| ---------------------------- | ----------------------- | ------ | ------- |
| Liga de Campeones de la UEFA | A. C. Milan             | Grecia | 2006-07 |
| Supercopa de Europa          | A. C. Milan             | Mónaco | 2007    |
| Copa Mundial de Clubes       | A. C. Milan             | Japón  | 2007    |
| Liga Europa de la UEFA       | Manchester United F. C. | Suecia | 2016-17 |

### Distinciones individuales
| Distinción                    | Año  |
| ----------------------------- | ---- |
| Equipo del Año en la Serie A. | 2014 |
| Pallone Azzurro.              | 2014 |
| Equipo del Año en la Serie A. | 2015 |